# Kabinett Menderes V
Das Kabinett Menderes IV war die 23. Regierung der Türkei, die vom 25. Dezember 1957 bis zum 27. Mai 1960 von Adnan Menderes geführt wurde.
Die vorgezogene Parlamentswahl am 27. Oktober 1957 hatte die regierende Demokrat Parti mit großem Vorsprung vor der Cumhuriyet Halk Partisi gewonnen, allerdings 9,52 % der Stimmen eingebüßt. Staatspräsident Bayar ernannte in der Folge den bisherigen Ministerpräsidenten Menderes zum neuen Ministerpräsidenten und beauftragte ihn mit der Regierungsbildung.
In den folgenden Jahren verschärfte sich die Wirtschafts- und Finanzkrise des Landes. Die erstarkte Opposition wurde unterdrückt. Als Verfassungsrechtler an der Universität Ankara protestierten und dafür zur Verantwortung gezogen wurden, kam es zu Studentenunruhen. Die Universitäten wurden daraufhin geschlossen und Militär zur Niederschlagung eingesetzt. Kadetten der Kriegsakademie protestierten dagegen mit einem Schweigemarsch. Die Presse durfte nicht berichten. Am 27. Mai 1960 handelte das Militär. Menderes wurde verhaftet und vom Komitee der Nationalen Einheit eine überparteiliche Regierung unter der Führung des pensionierten Generals Cemal Gürsel gebildet.

## Regierung
| Titel                                   | Name                                                                        | Amtszeit                                                                                                   | Partei |
| --------------------------------------- | --------------------------------------------------------------------------- | --- | ------ |
| Ministerpräsident                       | Adnan Menderes                                                              | | DP     |
| Stellvertretender Ministerpräsident     | Tevfik İleri Medeni Berk                                                    | 25. November 1957 – 19. Januar 1958 11. Dezember 1959 – 27. Mai 1960                                       | DP     |
| Staatsminister                          |                                                                             | |        |
| Samet Ağaoğlu Haluk Şaman               | 8. Februar 1958 – 4. September 1958 4. September 1958 – 12. Juni 1959       | DP |        |
| Emin Kalafat Abdullah Aker              | 25. November 1957 – 4. September 1958 4. September 1958 – 14. Dezember 1959 | DP |        |
| Muzaffer Kurbanoğlu İzzet Akçal         | 25. November 1957 – 1. November 1959 1. November 1959 – 27. Mai 1960        | DP |        |
| Justizminister                          | Esat Budakoğlu Celal Yardımcı                                               | 25. November 1957 – 3. April 1960 3. April 1960 – 27. Mai 1960                                             | DP     |
| Verteidigungsminister                   | Şemi Ergin Etem Menderes                                                    | 25. November 1957 – 19. Januar 1958 19. Januar 1958 – 27. Mai 1960                                         | DP     |
| Innenminister                           | Namık Gedik                                                                 | | DP     |
| Außenminister                           | Fatin Rüştü Zorlu                                                           | | DP     |
| Finanzminister                          | Hasan Polatkan                                                              | | DP     |
| Bildungsminister                        | Celal Yardımcı Atıf Benderlioğlu                                            | 25. November 1957 – 8. Juni 1959 9. Dezember 1959 – 27. Mai 1960                                           | DP     |
| Minister für öffentliche Arbeiten       | Etem Menderes Tevfik İleri                                                  | 25. November 1957 – 19. Januar 1958 19. Januar 1958 – 27. Mai 1960                                         | DP     |
| Minister für Bau- und Siedlungswesen    | Medeni Berk Hayrettin Erkmen                                                | 25. November 1957 – 11. Dezember 1959 11. Dezember 1959 – 27. Mai 1960                                     | DP     |
| Minister für Gesundheit und Sozialhilfe | Lütfi Kırdar                                                                | | DP     |
| Minister für Zölle und Monopole         | Hadi Hüsman                                                                 | | DP     |
| Verkehrsminister                        | Fevzi Uçamer Muzaffer Kurbanoğlu Şemi Ergin                                 | 25. November 1957 – 18. September 1958 1. November 1959 – 9. Dezember 1959 9. Dezember 1959 – 27. Mai 1960 | DP     |
| Industrieminister                       | Samet Ağaoğlu Sıtkı Yırcalı Sebati Ataman                                   | 25. November 1957 – 8. Februar 1958 10. Juli 1958 – 1. September 1958 14. Dezember 1959 – 27. Mai 1960     | DP     |
| Minister für Wirtschaft und Handel      | Abdullah Aker Hayrettin Erkmen                                              | 25. November 1957 – 4. September 1958 4. September 1958 – 27. Mai 1960                                     | DP     |
| Landwirtschaftsminister                 | Nedim Ökmen                                                                 | | DP     |
| Arbeitsminister                         | Hayrettin Erkmen Haluk Şaman                                                | 25. November 1957 – 4. September 1958 12. Juni 1959 – 27. Mai 1960                                         | DP     |
| Minister für Tourismus und Medien       | Sıtkı Yırcalı Server Somuncuoğlu                                            | 25. November 1957 – 10. Juli 1958 10. Juli 1958 – 17. Februar 1959                                         | DP     |
| Minister für Koordination               | Sebati Ataman Abdullah Aker                                                 | 10. Juli 1958 – 14. Dezember 1959 14. Dezember 1959 – 27. Mai 1960                                         | DP     |